# フレドリック・ストール
フレドリック・オロフ・エサイアス・ストール・シエッキネン（Fredrik Olof Esaias Stoor Siekkinen, 1984年2月28日 - ）は、スウェーデン・ストックホルム出身の元同国代表サッカー選手。現役時代のポジションはDF。

## 経歴
2008年からスウェーデン代表に招集され、2008年6月のEURO2008にも3試合出場した。2008年夏、ローゼンボリBKからフラムFCへ移籍した。
2015年1月にIFブロマポイカルナへ加入、母国に復帰すると1年間プレーした。その後はフリーとなっていたが、2017年2月14日に現役引退を表明した。